# Condado de Wetzel
O Condado de Wetzel é um dos 55 condados do estado norte-americano da Virgínia Ocidental. A sede do condado é New Martinsville, que é também a sua maior cidade. O condado tem uma área de 935 km² (dos quais 5 km² estão cobertos por água), uma população de 17 693 habitantes, e uma densidade populacional de 19 hab/km² (segundo o censo nacional de 2000). O condado foi fundado em 1846 e recebeu o seu nome como homenagem a Lewis Wetzel (1763–1808), miliciano que combateu contra os índios durante muitos anos em vingança pelo seu rapto por uma tribo quando criança.
O limite norte deste condado assenta sobre a linha Mason-Dixon.